# José Pedro Aguiar-Branco
José Pedro Correia de Aguiar Branco (ur. 18 lipca 1957 w Porto) – portugalski polityk, prawnik i samorządowiec. W latach 2004–2005 minister sprawiedliwości, przewodniczący rady miejskiej Porto (2005–2009), od 2011 do 2015 minister obrony narodowej, od 2024 przewodniczący Zgromadzenia Republiki.

## Życiorys
W 1980 ukończył studia prawnicze na Uniwersytecie w Coimbrze, po czym został w 1982 uzyskał uprawnienia adwokata. W latach 1988–1991 sprawował funkcję wiceprzewodniczącego związku młodych adwokatów (Associação Nacional de Jovens Advogados Portugueses), następnie był m.in. przewodniczącym rady okręgowej portugalskiej palestry (Ordem dos Advogados) w Porto (2002–2004). W 2003 założył kancelarię prawniczą José Pedro Aguiar-Branco & Associados z siedzibą w Porto.
W latach 1977–1984 zasiadał w radzie krajowej socjaldemokratycznej młodzieżowki (Juventude Social Democrata). Był również m.in. członkiem rady krajowej i komisji politycznej Partii Socjaldemokratycznej. W XVI rządzie konstytucyjnym kierowanym przez Pedra Santanę Lopesa sprawował funkcję ministra sprawiedliwości (2004–2005). Po przegranej PSD w wyborach w 2005 objął funkcję przewodniczącego rady miejskiej w Porto, na tym stanowisku pozostał do wyborów samorządowych w 2009. Sprawował mandat posła do Zgromadzenia Republiki X i XI kadencji z okręgu Porto (2005–2011), był przewodniczącym klubu poselskiego PSD (2009–2010). W 2010 znalazł się wśród kandydatów na urząd przewodniczącego PSD, jednak ostatecznie wybory te wygrał Pedro Passos Coelho.
Po wyborach w 2011, w których José Pedro Aguiar-Branco uzyskał reelekcję do Zgromadzenia Republiki, objął stanowisko ministra obrony narodowej w nowym rządzie Pedra Passosa Coelho. W 2015 uzyskał mandat poselski na kolejną kadencję, następnie w październiku ponownie powołany na ministra obrony narodowej w mniejszościowym drugim gabinecie dotychczasowego premiera. Zakończył urzędowanie wraz z całym rządem w listopadzie tego samego roku. W 2019 zrezygnował z zasiadania w parlamencie.
W 2024 i 2025 był ponownie wybierany w skład Zgromadzenia Republiki. 27 marca 2024 i 3 czerwca 2025 wybierany na urząd przewodniczącego portugalskiego parlamentu kolejnych kadencji.

## Życie prywatne
José Pedro Aguiar-Branco jest żonaty, ma pięcioro dzieci.

## Odznaczenia
- Order Księcia Jarosława Mądrego III klasy – Ukraina, 2025[10]